# Бария
Ба́рия, ба́рий (русское обозначение: Б; международное: B или Ba; от греч. βάρος — тяжесть) — единица измерения давления в системе единиц СГС. 
Бария равна давлению, производимому силой 1 дин, равномерно распределённой по нормальной к ней поверхности площадью 1 см2.  С единицей давления Международной системы единиц (СИ) паскалем связана соотношением: 1 Б = 0,1 Па. 
Наименование используется редко, государственными стандартами РФ не предусмотрено.
Во Франции наименование «бария» носит единица звукового давления.
По некоторым сообщениям названа по имени французского скульптора  Антуана-Луи Бари (фр. Antoine-Louis Barye).

## Соотношение с другими единицами давления
1 бария равна:
- 10−6 бар
- 10−4 пз
- 1,0197·10−6 ат
- 0,98692·10−6 атм
- 7,5006·10−4 мм рт. ст.
- 1,0197·10−5 м вод. ст.
- 1,4504·10−5 psi